# Fouleng
Fouleng (en wallon Foulé) est une section de la commune belge de Silly, située en Wallonie dans la province de Hainaut. C'était une commune à part entière avant la fusion des communes de 1977.

## Évolution démographique
- Sources : INS, Rem. : 1831 jusqu'en 1970 = recensements, 1976 = nombre d'habitants au 31 décembre.

## Patrimoine et culture

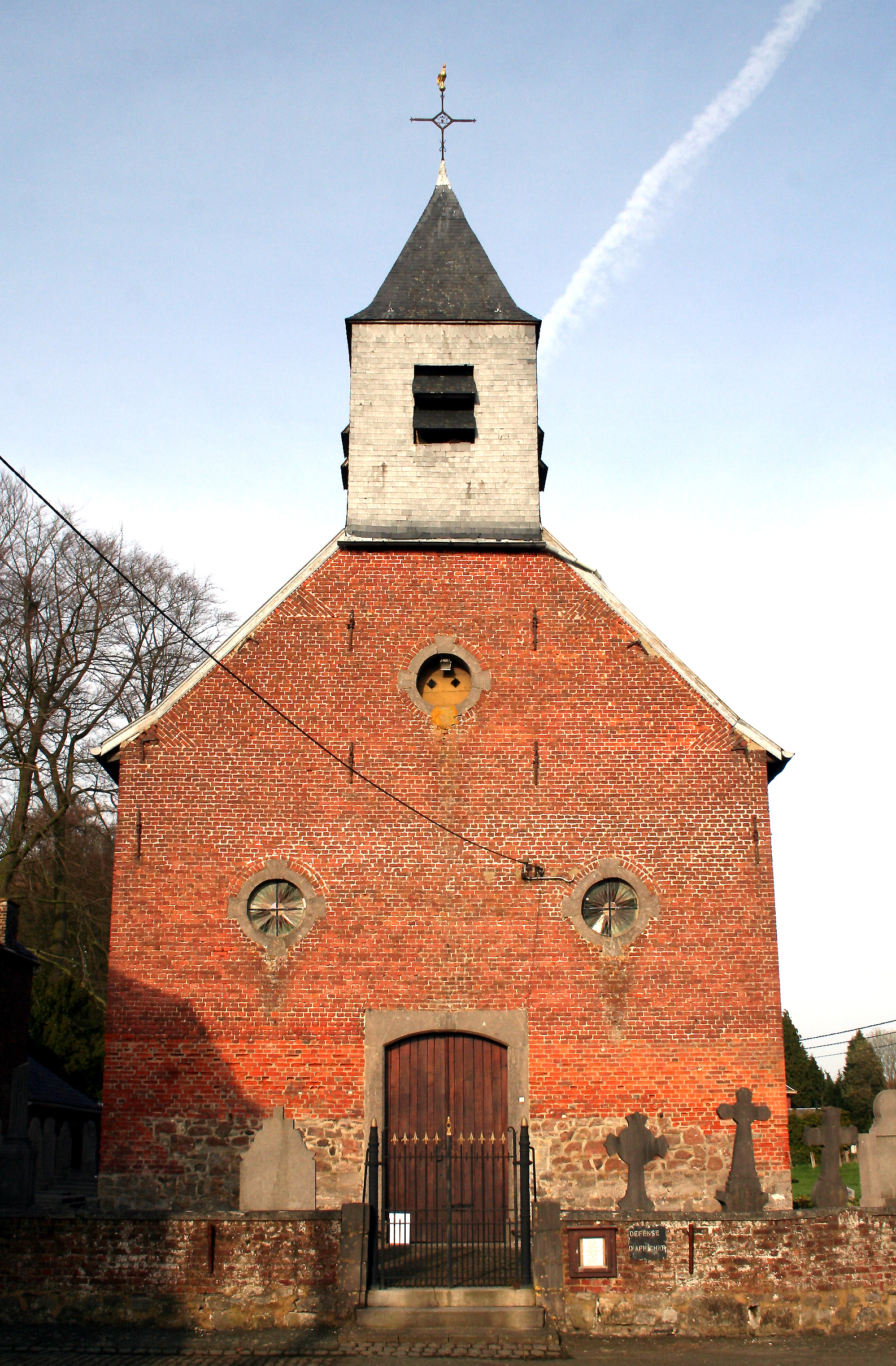
L'église Saint-Clément (1780).

### Patrimoine architectural
À côté de son église se trouve un château néo-classique datant du XIXe siècle. Après la première guerre mondiale, il passe à la famille de la Serna qui en est toujours l'actuelle propriétaire. Il ne se visite pas.